# Arijanstvo
Arijánstvo (tudi arijanízem ali arianízem; latinsko arianismus) je krščanski verski nauk škofa Arija iz Aleksandrije.
Arijanstvo se je začelo širiti ob koncu 3. in v začetku 4. stoletja. Arijanstvo je bilo eden od prvih večjih doktrinarnih sporov v krščanstvu. Glavne ideje arijanstva so naslednje:
- Samo Bog Oče je res Bog: vsemogočen, neustvarjen in večen.
- Jezus Kristus ni istega bistva z Očetom in zato ni pravi Bog. Če ga imenujemo Bog Sin, je to mišljeno le v metaforičnem pomenu.
- Jezus je najvišje ustvarjeno bitje. Jezus ni obstajal od vedno, pač pa ga je Bog Oče ustvaril iz nič. Jezus ima samo omejene sposobnosti in védenje (ni vsemogočen).
- Ker Jezus ni pravi Bog, je zmotno imenovati Marijo »mati Božja«.

Arijev nauk so najprej obsodili na lokalni sinodi v Aleksandriji leta 321. Ker to ni ustavilo njegovega širjenja, je cesar Konstantin I. Veliki leta 325 sklical Prvi nicejski koncil, kjer so arijanstvo obsodili kot krivoverstvo. Na koncilu so ravno zaradi Arija zelo natančno definirali stališča uradnega krščanstva in sprejeli nicejsko veroizpoved. Cesar je po koncilu začel s preganjanjem arijanizma in s sežiganjem Arijevih del. Arija so izobčili iz Cerkve in izgnali, a se je pozneje vrnil v Konstantinopel (sodobni Carigrad), kjer je užival podporo Evzebija Cezarejskega. Po njem se pristaši arijanstva imenujejo tudi evzebijci. Glavni Arijev nasprotnik v tem času je bil Atanazij iz Aleksandrije, ki je izoblikoval tudi Atanazijevo veroizpoved.
Ker so bili nekateri poznejši cesarji (zlasti Konstancij II.) bolj naklonjeni arijanstvu, je ta nauk spet pridobil na veljavi. Zato je cesar Teodozij I. leta 381 sklical Prvi carigrajski koncil. Na tem koncilu so zbrani škofje spet obsodili arijanstvo in sprejeli nicejsko-carigrajsko veroizpoved, ki zajema stališča uradne Cerkve o naravi Boga in Jezusa Kristusa: Jezus je pravi Bog in pravi človek, je enega bistva z Očetom in zato je v resnici Bog Sin. Nasprotniki arijanstva so poudarjali troedinost Boga, zato so se imenovali tudi trinitarci ali trinitarianci (Trinitas = Trojica).
V tem času se je arijanstvo razdelilo na tri glavne struje:
- strogi arianci so trdili, da Jezus ni niti podobnega bistva z Očetom (anomeizem),
- semiarianci so trdili, da Jezus ni istega pač pa podobnega bistva z Očetom (semiarijanstvo),
- pnevmatomahi (borci proti Duhu - grško: starogrško πνευμα, latinizirano: pnevma, duh; starogrško μαχια, latinizirano: mahia, boj) pa so trdili, da niti Sveti Duh ni pravi Bog in da ni istega bistva z Očetom (makedonijanstvo).

Kljub obsodbam in prepovedim se je arijanstvo obdržalo še dolgo. V zgodnjem srednjem veku se je širil zlasti med germanskimi plemeni (Ostrogoti, Vizigoti, Burgundci, Langobardi in Vandali) in še posebej med plemstvom.
Arijanstvo je v glavnem izginilo do konca 7. stoletja.